# Poesía cantada

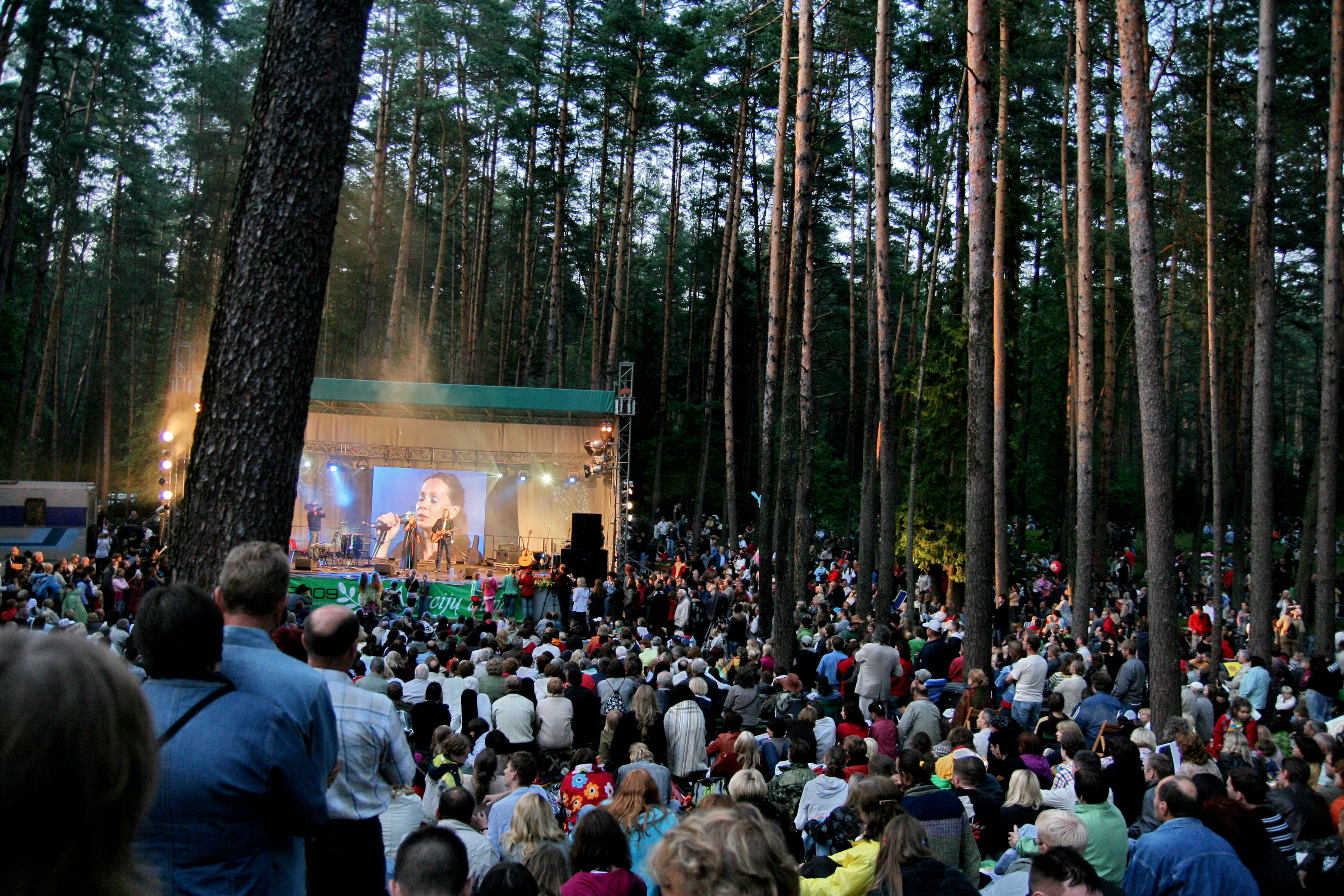
Festival del poesía cantada en Kulautuva en Lituania

La poesía cantada es un género musical extendido en los países de Europa del este. Normalmente son canciones melódicas de tono romántico para guitarra rusa o piano, que se asemejan a tonadillas de bardos, de música folk o de cantautores.

## Artistas

### Lituania
- Vytautas Kernagis
- Saulius Mykolaitis
- Domantas Razauskas
- Andrius Kulikauskas
- Vytautas V. Landsbergis
- Nojus
- Aidas Giniotis
- Andrius Kaniava
- Eglė Sirvydytė
- Saulius Bareikis
- Ieva Narkutė
- Gediminas Storpirštis
- Alina Orlova
- Kostas Smoriginas
- Olegas Ditkovskis
- Romas Lileikis
- Virgis Stakėnas
- Vidas Petkevičius
- Vytautas Babravičius
- Keistuolių Teatras
- Stipriai Kitaip

### Polonia
- Cisza Jak Ta
- Elżbieta Adamiak
- Michał Bajor
- Stan Borys
- Mirosław Czyżykiewicz
- Ewa Demarczyk
- Edyta Geppert
- Przemysław Gintrowski
- Marek Grechuta
- Katarzyna Groniec
- Jacek Kaczmarski
- Robert Kasprzycki
- Czesław Niemen
- Renata Przemyk
- Janusz Radek
- Andrzej Sikorowski
- Edward Stachura
- Basia Stępniak-Wilk
- Grzegorz Turnau
- Elżbieta Wojnowska
- Ilona Sojda
- Jacek Różański
- Antonina Krzysztoń
- Stare Dobre Małżeństwo
- Wolna Grupa Bukowina
- Czerwony Tulipan
- Lubelska Federacja Bardów

### Bulgaria
- Mihail Belchev
- Assen Maslarski
- Plamen Stavrev
- Grisha Trifonov
- Margarita Drumeva
- Krassimir Purvanov
- Ivan Nenkov